# Spermophora senoculata
Spermophora senoculata là một loài nhện trong họ Pholcidae. Loài này được phát hiện ở miền Toàn bắc, bao gồm Hà Lan. Đây là loài điển hình của chi Spermophora.